# Rdumijiet ta´ Għawdex: Ta´ Ċenċ
Rdumijiet ta´ Għawdex: Ta´ Ċenċ este o arie protejată (arie de protecție specială avifaunistică — SPA) din Malta întinsă pe o suprafață de 152,06 ha, integral pe uscat.

## Localizare
Centrul sitului Rdumijiet ta´ Għawdex: Ta´ Ċenċ este situat la coordonatele 36°01′09″N 14°15′42″E / 36.0191°N 14.2616°E.

## Înființare
Situl Rdumijiet ta´ Għawdex: Ta´ Ċenċ a fost declarat arie de protecție specială avifaunistică în august 2006 pentru a proteja 45 de specii de animale.

## Biodiversitate
Situată în ecoregiunea mediteraneană, aria protejată nu include niciun habitat protejat.
La baza desemnării sitului se află mai multe specii protejate de  păsări (45): ciocârlie-de-câmp (Alauda arvensis), fâsă de luncă (Anthus pratensis), fâsă de pădure (Anthus trivialis), lăstunul mare (Apus apus), Apus pallidus, ciuf de câmp (Asio flammeus), Bucanetes githagineus, pasărea ogorului (Burhinus oedicnemus), ciocârlie-cu-degete-scurte (Calandrella brachydactyla), Calonectris diomedea, caprimulg (Caprimulgus europaeus), Charadrius morinellus, erete de stuf (Circus aeruginosus), Cisticola juncidis, prepeliță (Coturnix coturnix), cuc (Cuculus canorus), lăstun de casă (Delichon urbica), presură sură (Emberiza calandra), măcăleandru (Erithacus rubecula), șoim călător (Falco peregrinus), șoimul rândunelelor (Falco subbuteo), vânturel roșu (Falco tinnunculus), Hydrobates pelagicus, pescăruș argintiu (Larus cachinnans), prigoare (Merops apiaster), mierlă albastră (Monticola solitarius), codobatură galbenă (Motacilla alba), codobatură de munte (Motacilla cinerea), codobatura galbenă (Motacilla flava), pietrar sur (Oenanthe oenanthe), ciuf-pitic (Otus scops), vrabie negricioasă (Passer hispaniolensis), viespar (Pernis apivorus), codroșul de pădure (Phoenicurus phoenicurus), ploier auriu (Pluvialis apricaria), Puffinus yelkouan, mărăcinar (Saxicola rubetra), mărăcinar negru (Saxicola torquatus), sitar de pădure (Scolopax rusticola), turturică (Streptopelia turtur), Sylvia conspicillata, silvie mediteraneană (Sylvia melanocephala), Tachymarptis melba, pupăză (Upupa epops), nagâț (Vanellus vanellus).